# Rennsteig
Le Rennsteig est un sentier de grande randonnée pédestre, long d'environ 170 km, qui suit les sommets le long de la crête principale de la forêt de Thuringe et des monts de Thuringe jusqu'à la forêt de Franconie en Allemagne. Ce chemin célèbre part de la ville d'Eisenach sur les bords de la Werra en Thuringe et finit à Blankenstein sur la Selbitz, juste à la frontière avec la Bavière. 
Il marque la frontière traditionnelle entre la Thuringe historique au nord et la région franconienne du Thuringe du Sud, où les dialectes, les coutumes et les costumes traditionnels sont différents. Le Rennsteig constitue également la ligne de partage des eaux entre les bassins de la Weser (Visurge), de l'Elbe et du Rhin.

## Parcours

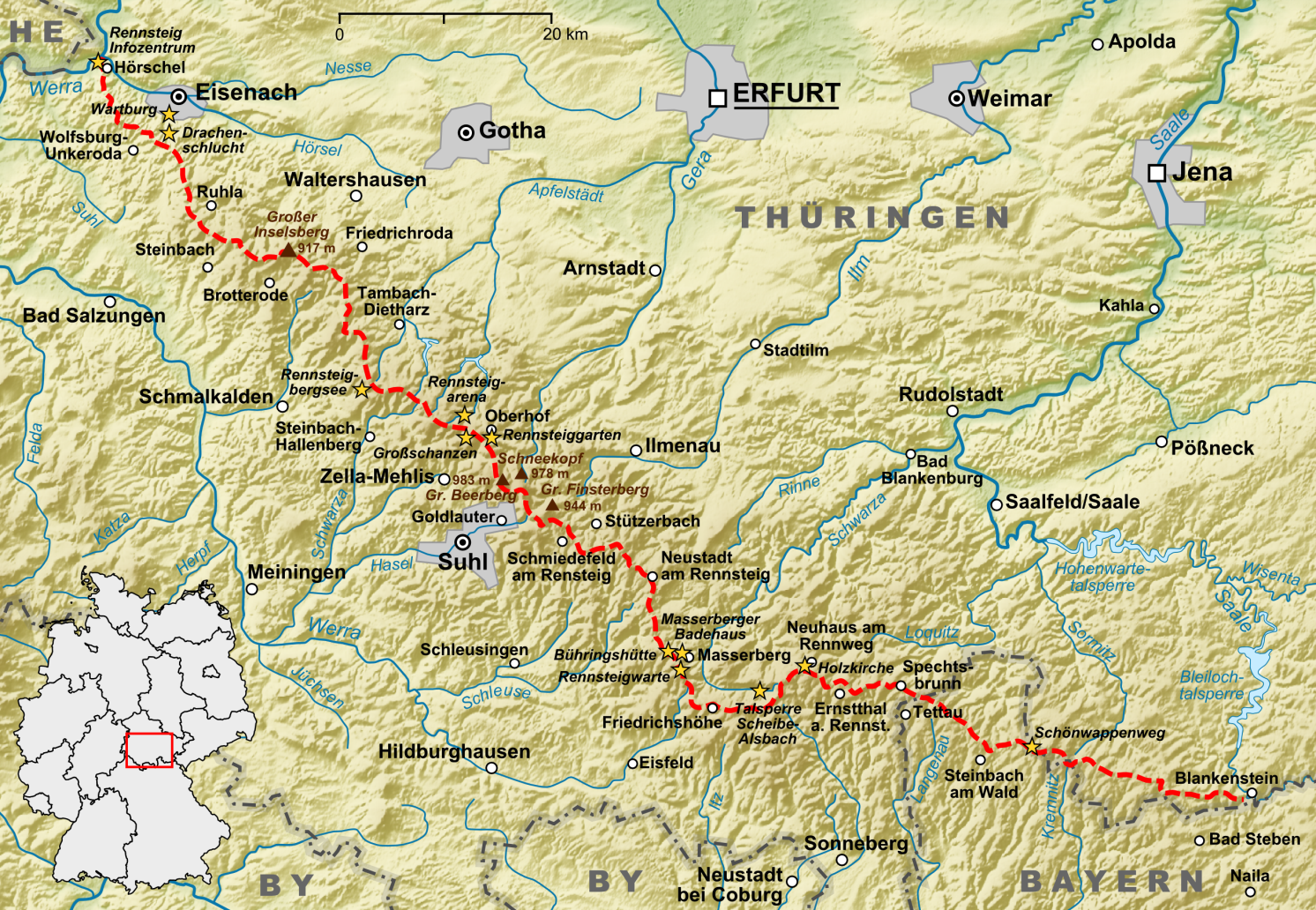
Tracé du Rennsteig.

Le sentier suit approximativement la crête principale de la moyenne montagne thuringienne en direction nord-ouest/sud-est. Le point de départ s'effectue à Hörschel sur la Werra, un quartier d'Eisenach, à une altitude de 196 m. S'étendant sur 169,29 km, il finit à Blankenstein, un village situé au confluent de la Selbitz et de la Saale. Le chemin est bordé de nombreuses aires de repos et refuges. Le point le plus élevé se situe au sommet de la Großer Beerberg, le point culminant de la forêt de Thuringe, à une altitude de 983 m.
À la traversée des monts de Thuringe, la quantité moyenne de neige dépasse celle des autres région d'Allemagne centrale, ce qui permet une activité de sports d'hiver pendant une grande partie de l'année. En hiver, les pistes sont tracées autour du Rennsteig. La station de ski de Silbersattel au-dessus de Steinach est la plus grande de Thuringe.

## Histoire

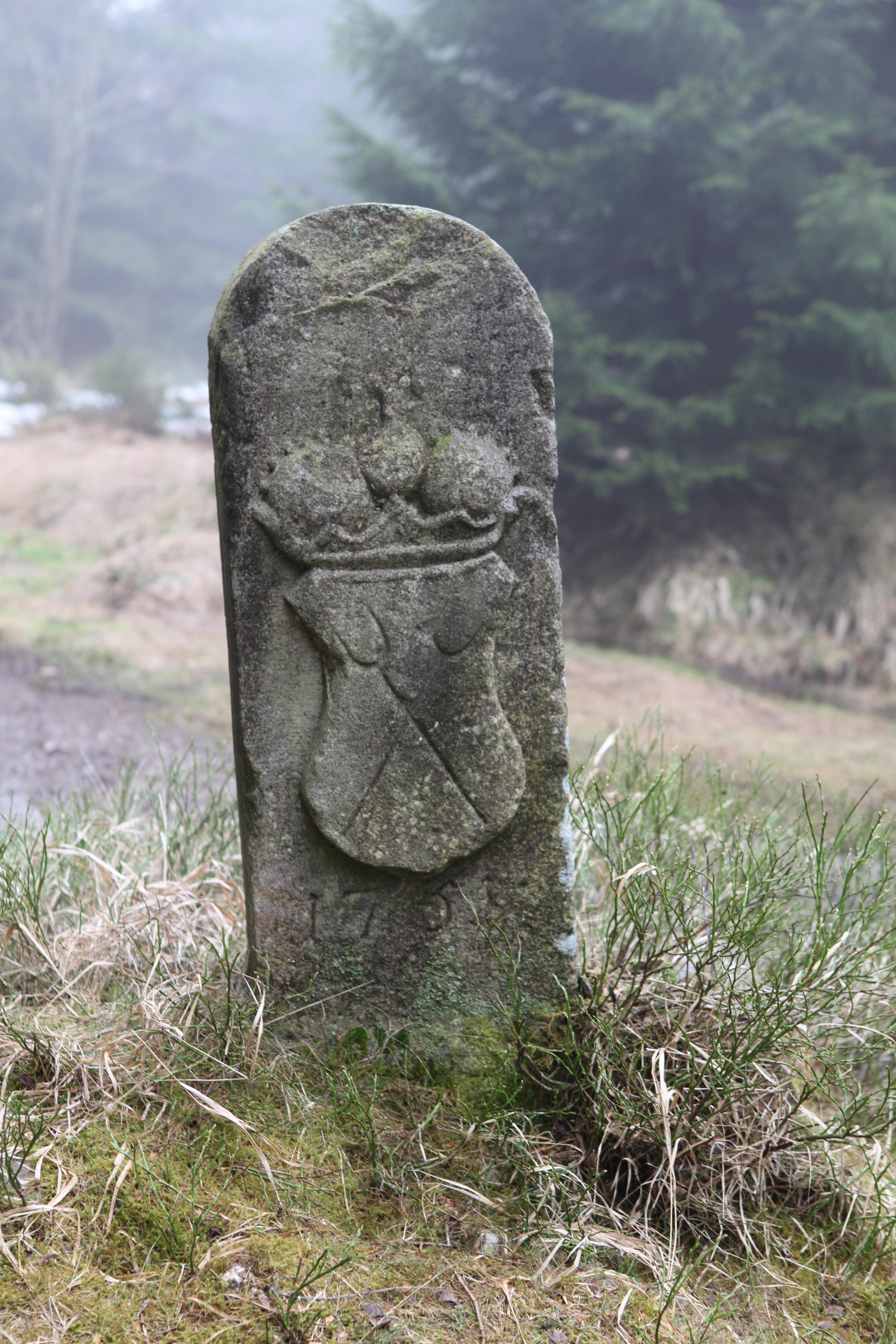
Une borne frontalière historique portant les armoiries du Schwarzbourg-Rudolstadt.

Le sentier du Rynnestig fut mentionné pour la première fois dans un acte du 10 août 1330 établi à Schmalkalden (Smalcalde) ; le nom désignant une route militaire figure sous la forme de Rensteig dans une charte de franchise en 1586. Au Moyen Âge, la crête de la montagne marquait la limite entre le landgraviat de Thuringe au nord-est et le duché de Franconie, l'un des duchés ethniques de la Francie orientale, au sud-ouest. Plus de mille bornes frontières et croix en pierre le long du chemin gardent la mémoire de ce passé.
Les débuts de sa cartographie en tant que chemin de randonnée remonte à l'an 1829, cette date marque également le commencement de l'exploitation touristique culminant au tournant du XXe siècle. Au temps de la Guerre froide, des parties du chemin étaient situées dans la zone réglementée de la frontière interallemande. Le 28 avril 1990, le sentier a été rouvert officiellement sur toute sa longueur en présence des ministres Dorothee Wilms et Sybille Reider. Il est aujourd'hui classé au titre de monument historique.